# Aspidiophorus oculifer
Aspidiophorus oculifer is een buikharige uit de familie Chaetonotidae. Het dier komt uit het geslacht Aspidiophorus. Aspidiophorus oculifer werd in 1981 voor het eerst wetenschappelijk beschreven door Kisielewski. 